# James Conroy
James Conroy, född 28 april 1943, är en irländsk bågskytt. Han deltog vid olympiska sommarspelen 1976 och 1980.